# William Caslon

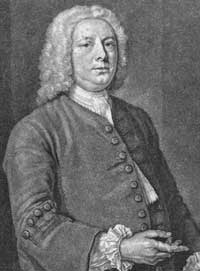
Retrato del tipógrafo William Caslon

William Caslon (Cradley, Worcestershire, 1692 - Bethnal Green, Londres, 1766) Fue un fundidor y diseñador de tipos británico.
Sus tipografías están influenciadas por los tipos fundidos en los Países Bajos que por la época de Caslon eran muy comunes en el Reino Unido. Su trabajo influenció al tipógrafo John Baskerville el cual junto a Caslon es considerado el progenitor de las tipografías de transición que marcaron la pauta para el desarrollo de las tipografías romanas modernas.
Las tipografías de Caslon fueron muy populares y usadas para muchos trabajos impresos importantes, dentro de los que cabe destacar la primera versión de la Declaración de Independencia de Estados Unidos, sin embargo, estos tipos cayeron en desuso a principios del siglo XIX, pero  se revivió su uso en la década de 1840, siendo muy utilizadas de nuevo. Con la aparición de la informática y los sistemas de impresión con base en los computadores, las tipografías de Caslon fueron rescatadas y revividas digitalmente.